# ماثيو فاندايك
ماثيو فاندايك (بالإنجليزية: Matthew VanDyke)‏ (من مواليد 11 يونيو 1979)، مخرج أفلام وثائقية أمريكي، وصحفي سابق. عُرف خلال ثورة 17 فبراير في ليبيا كمقاتل أجنبي إلى جانب الانتفاضة ولكونه أسير حرب.
كصحفي ومخرج أفلام وثائقية، سافر فاندايك في مختلف أنحاء شمال أفريقيا والشرق الأوسط بواسطة دراجة نارية في الفترة 2007-2011. قادته تجاربه وملاحظاته خلال هذه السنوات الأربع إلى الانضمام إلى ثورة 17 فبراير كمقاتل مع الثوار الليبين. أعلن فاندايك علناً عن دعمه للثورات في الوطن العربي، وأعلن عن عزمه مساعدتهم بوسائل متنوعة، بما في ذلك المشاركة كمقاتل.

## روابط خارجية
- ماثيو فاندايك على موقع IMDb (الإنجليزية)
- ماثيو فاندايك على موقع قاعدة بيانات الفيلم (الإنجليزية)